# Salcombe Regis
Salcombe Regis est un village côtier situé dans le comté de Devon, en Angleterre, près de Sidmouth.